# Space Man
Space Man è un singolo del cantante britannico Sam Ryder, pubblicato il 22 febbraio 2022 come primo estratto dall'album There's Nothing but Space, Man!.

## Descrizione
Il 10 marzo 2022, durante il programma radiofonico Radio 1 Breakfast condotto da Greg James, è stato confermato che l'emittente pubblica britannica BBC ha selezionato Sam Ryder internamente come rappresentante nazionale all'Eurovision Song Contest 2022. Space Man, pubblicato in digitale più di due settimane prima, è stato annunciato come suo brano eurovisivo.
Il successivo 14 maggio Sam Ryder si è esibito nella finale eurovisiva, dove si è piazzato al 2º posto su 25 partecipanti con 466 punti totalizzati, vincendo il voto della giuria e guadagnando il 5º posto nel televoto rispettivamente con 283 e 183 punti. Si tratta del miglior risultato del Regno Unito dal 1998.

## Tracce
Testi e musiche di Sam Robinson, Amy Wadge e Max Wolfgang.
1. Space Man – 3:37

## Classifiche

### Classifiche settimanali
| Classifica (2022) | Posizione massima |
| ----------------- | ----------------- |
| Belgio (Fiandre)  | 22                |
| Grecia            | 51                |
| Irlanda           | 22                |
| Islanda           | 5                 |
| Lituania          | 13                |
| Paesi Bassi       | 71                |
| Regno Unito       | 2                 |
| Svezia            | 15                |
| Svizzera          | 45                |

### Classifiche di fine anno
| Classifica (2022) | Posizione |
| ----------------- | --------- |
| Belgio (Fiandre)  | 72        |
| Islanda           | 93        |
| Regno Unito       | 66        |